# De Leukste Thuis
De Leukste Thuis was een Nederlands televisieprogramma van de TROS dat sinds 14 september 1990 werd uitgezonden. De presentatie was tot 2000 in handen van Linda de Mol (met een korte onderbreking wegens haar zwangerschap in 1997; Rob Fruithof verving haar toen tijdelijk) en van 2001 tot en met 2006 van Ron Boszhard.
In dit televisieprogramma worden filmpjes vertoond van Nederlanders die grappige momenten hebben gefilmd zonder voorbedachte ideeën. Aan het eind van de aflevering maken de drie beste filmpjes kans op een prijs, de winnaar wordt gekozen door het publiek. Het is gebaseerd op het eveneens in de jaren 90 eveneens bij de TROS uitgezonden America's Funniest Home Videos, met het verschil dat er (in de eerste reeksen) ook bloopers uit (Nederlandse) televisieproducties vertoond werden. Dit onderdeel kwam te vervallen, nadat Laat ze maar lachen hier in 1998 mee begon.
In mei 2006 was De Leukste Thuis voor het laatst bij de TROS op televisie te zien. De publieke omroep gaf toen aan dat 'De Leukste Thuis wellicht beter bij een commerciële omroep pastte'. Het programma werd op dat moment aan meerdere kanten beconcurreerd: zo had SBS6 het door Hans Kraay jr. gepresenteerde Lachen om Home Video's, waar de zender Talpa met De leukste thuisvideo's aankwam, gepresenteerd door Charly Luske. Beide programma's bestonden uit nieuwe Nederlandse aankondigingen voor herhalingen van oude fragmenten uit 'America's Funniest' terwijl online videodiensten als YouTube in opkomst waren, waardoor het bestaansrecht voor een Nederlands homevideo-programma ook grotendeels kwam te vervallen.